# First Class (Film)
First Class (Originaltitel: Upgraded) ist ein US-amerikanischer Spielfilm aus dem Jahr 2024 mit Camila Mendes, Archie Renaux, Marisa Tomei und Lena Olin, der unter der Regie von Carlson Young nach einem Drehbuch von Christine Lenig, Luke Spencer Roberts und Justin Matthews entstand. Die romantische Komödie wurde am 9. Februar 2024 auf Prime Video veröffentlicht.

## Handlung
Ana Santos hat einen Master-Abschluss in Kunstgeschichte, wohnt bei ihrer Schwester Vivian, von ihr auch „Viv“ genannt, und deren Freund Ronnie, in New York City und möchte im Kunstbereich Karriere machen. Bei dem international agierenden Kunstauktionshaus Erwins hat sie eine Stelle im Trainee-Programm erhalten. Die New Yorker Niederlassung wird von Claire Dupont geführt, die von ihren Mitarbeitern Perfektion erwartet und verlangt. Unterstützt wird Ana bei Erwins von ihrer Kollegin Amy, während sie von Suzette und Renee angefeindet wird.
Bei einer laufenden Auktion entdeckt Ana einen Fehler im Auktionskatalog und macht Claire auf diesen aufmerksam, sodass der Auktionator die Information richtigstellen kann. Während Claire ankündigt, die Karriere des für den Fehler verantwortlichen Mitarbeiters Billy zu beenden erhält Ana Santos von Claire eine Belobigung dafür, das für diesen Job „notwendige Minimum“ getan zu haben.
Ana erhält daraufhin von Claire den Auftrag, nach London zu fliegen, um ihr in der dortigen Zweigstelle zu assistieren. Suzette und Renee nehmen die Maschine mit Claire, für Ana wurde von Suzette ein späterer Flug in der Economy Class gebucht. Nachdem die Schalterangestellte bemerkt, wie Ana von ihren Kolleginnen herablassend behandelt wurde, lässt sie ihr ein Upgrade für die First Class zukommen.
An Bord lernt sie den aus der englischen Oberschicht stammenden William kennen, der für ein Job-Interview in New York war und in der Werbebranche tätig ist. Aufgrund eines Missverständnisses denkt William, dass Ana die Chefin sei und sie lässt ihn in diesem Glauben, um ihn zu beeindrucken. In England angekommen lernt sie am Flughafen Williams Mutter Catherine DeLaroche kennen, mit der sie sich von Beginn an gut versteht. Catherine und William bringen Ana ins Hotel, William bietet ihr an, ihr später die Stadt zu zeigen. Im Hotel erhält sie Anweisungen von Claire, während diese weiter nach Rom fliegt und sie mit Suzette und Renee in London alleine lässt.
In London soll die Brovil-Sammlung, die Jahrzehnte unter Verschluss war, zur Versteigerung gebracht werden. Der Besitzer ist mittlerweile verstorben, seine Witwe braucht Geld und möchte daher die Bilder veräußern. Neben Claire und ihrem Team wurde dafür Gerard Abel aus dem Pariser Büro eingeflogen. Sie alle sollen als ein Team zusammenarbeiten. Gerard bietet Ana seine Unterstützung an, während Suzette und Renee ihn als Feind betrachten, zumal die beiden hoffen, dass Claire anstelle von Arnold Grant, der bald in Pension geht, zum CEO von Erwins befördert wird und die beiden mit ihr mit befördert werden. Ana dagegen möchte nur das Trainee-Programm absolvieren und später eine Galerie eröffnen und gibt Suzette und Renee zu verstehen, dass sie nicht an deren Jobs interessiert ist.
Auf einer Geburtstagsparty von Catherine DeLaroche lernt Ana den von ihr bewunderten Künstler Julian Marx kennen, der eigentlich für tot erklärt wurde, um den Marktwert seiner Kunstwerke zu steigern. Von Suzette erhält Ana den Auftrag, Karten für Vorstellungen von Shakespeares Sommernachtstraums zu organisieren. Catherine bietet ihr dabei ihre Hilfe und Kontakte an. In der Wohnung von Catherine entdeckt Ana Originalgemälde von Renoir und Cézanne und findet heraus, dass Catherine mit Nachnamen eigentlich Brovil heißt und es sich um ihre Sammlung handelt, die von Erwins versteigert werden soll. Catherine erklärt, Arnold am nächsten Tag zu bitten, Ana die Verantwortung für ihre Versteigerung anstelle von Claire zu übertragen. Ana überzeugt sie allerdings davon, dass Claire die am besten geeignete Person für diese Aufgabe sei.
Bei ihrer Rückkehr aus Rom fordert Claire von Suzette die Tickets für den Sommernachtstraum. Während Suzette ihr erklärt, dass es unmöglich war, Tickets zu besorgen, übergibt ihr Ana zwei Karten, die sie mit Hilfe von Catherine und Will erhalten hatte. Ana und William verbringen wiederholt Zeit miteinander in London und kommen sich so näher, es entwickelt sich eine Liebesbeziehung. William hofft, die Stelle in New York zu bekommen. Nachdem Ana Catherine den aus ihrer Sicht emotionalen Wert der Bilder erklärt, sagt Catherine die Auktion ab. Es kommt daraufhin zum Streit zwischen William und Ana. Aufgrund eines Fotos, das Ana mit Catherine im Kleid von Claire zeigt, fliegt Anas Schwindel auf, dass sie sich gegenüber Catherine als Direktorin von Erwins New York ausgegeben hat. Ana wird daraufhin von Claire entlassen.
Nachdem Ana auch Catherine ihren Schwindel gesteht, zeigt diese Verständnis und Bewunderung. Catherine gibt an, Ana als Ausrede benutzt zu haben, um den Deal mit Erwins vorerst zum Platzen zu bringen, um so schließlich ein besseres Angebot zu erhalten. Gegenüber Claire behauptet Catherine, dass Ana sie nochmals überzeugt hat, doch zu verkaufen. Ana soll den Deal für Catherine zum Abschluss bringen, andernfalls würde sie zu Sotheby’s gehen. Gemeinsam bringen Ana und Claire die Sammlung für 250 Millionen britische Pfund unter den Hammer und schließen so die größte Auktion in der Geschichte von Erwins ab. Claire wird zur Vorsitzenden von Erwins befördert.
Ana entschuldigt sich bei William dafür, ihn belogen zu haben. Der erklärt allerdings, den Job in New York abgelehnt zu haben, Ana kehrt alleine dorthin zurück. Sechs Monate später betreibt Ana eine eigene Galerie. Bei deren Eröffnung erscheint neben Claire auch William, der den Job nun doch angenommen hat und Ana und William küssen sich.

## Besetzung und Synchronisation
Die deutschsprachige Synchronisation übernahm die Berliner TV+Synchron. Dialogregie führte Daniela Reidies, das Dialogbuch schrieb Manuela Uellenberg.
| Rolle                  | Darsteller             | Synchronsprecher   |
| ---------------------- | ---------------------- | ------------------ |
| Amy                    | Saoirse-Monica Jackson | Angelina Geisler   |
| Ana Santos             | Camila Mendes          | Anita Hopt         |
| Arnold Grant           | Thomas Kretschmann     | Thomas Kretschmann |
| Catherine              | Lena Olin              | Katharina Koschny  |
| Claire                 | Marisa Tomei           | Melanie Hinze      |
| Gerard Abel            | Grégory Montel         | Vlad Chiriac       |
| Julian Marx            | Anthony Head           | Johannes Berenz    |
| New Yorker Auktionator | John Hays              | Sven Brieger       |
| Renee                  | Fola Evans-Akingbola   | Diana Borgwardt    |
| Ronnie                 | Andrew Schulz          | Konrad Bösherz     |
| Suzette                | Rachel Matthews        | Dana Friedrich     |
| Vivian „Viv“           | Aimee Carrero          | Jamie Lee Blank    |
| William                | Archie Renaux          | Nick Forsberg      |

## Produktion und Hintergrund
Der Film wurde von Gulfstream Pictures, Luber Roklin Entertainment, Tempo Productions und Future Artists Entertainment produziert, als Produzent fungierten Bill Bindley, Mike Karz, Piers Tempest und Lauren Cox.
Die Kamera führte Mike Stern Sterzynski, die Montage verantwortete Bruce Green. Das Production-Design gestaltete Andrew Holden-Stokes und das Kostümdesign Lara de Bruijn und Lance Milligan.
Der Film erhielt von der Motion Picture Association ein R-Rating und wurde von der Freiwilligen Selbstkontrolle der Filmwirtschaft (FSK) ab 12 Jahren freigegeben.

## Rezeption

### Kritiken
Oliver Armknecht vergab auf film-rezensionen.de fünf von zehn Punkten. Der Film kombiniere eine einfallslose Komödie mit einer ebenso unkreativen Kopie von Der Teufel trägt Prada. Das Ergebnis sei schon in Ordnung, auch wegen der „unverschämt attraktiven Besetzung“. Die tatsächlich witzigen Szenen seien aber in der Minderheit, der Mix sei schnell wieder vergessen.
heftfilme.com befand, dass der Film leichte und unkomplizierte Unterhaltung verspreche, besonders durch die Wortgefechte und die Chemie zwischen den attraktiven Hauptdarstellern, auch wenn es an Originalität fehle. Regisseurin Carlson Young setze die Geschichte solide um.

### Abrufe
In der Startwoche wurde der Film in 100 Ländern, darunter auch Deutschland, auf dem ersten Platz der Streaming-Charts von Amazon Prime Video gelistet.
Im Februar 2024 erreichte der Film laut digital i in Deutschland 971.000 Haushalte und lag damit auf Platz 3 der Film-Charts.

## Kunstwerke im Film

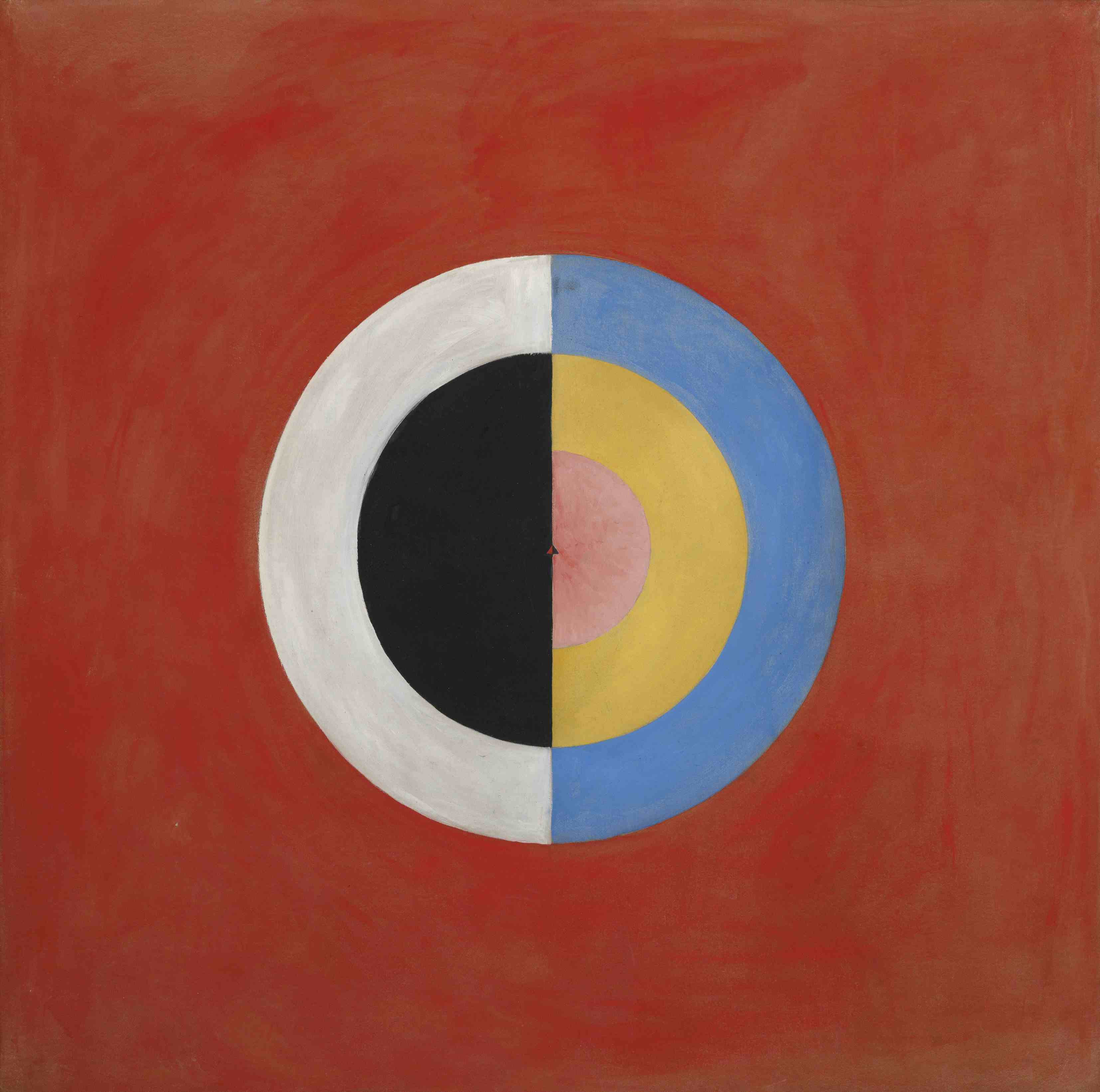
Hilma af Klint: Der Schwan, Nr. 17, 1914

Der Film beginnt und endet mit dem Bild Der Schwan, Nr. 17, von Hilma af Klint. Am Anfang erläutert Ana Santos das Bild: “Hilma af Klint ... wollte künstlerisch einen Widerspruch ausdrücken. Manche sagen, die vertikale Linie symbolisiere das Aufeinandertreffen entgegengesetzter Kräfte, die für die Schöpfung notwendige kreative Verbindung, die Ambivalenz von Licht und Dunkelheit, von Männlichkeit und Weiblichkeit, Leben und Tod. Und so abstrakt es auch erscheinen mag, es ist die Darstellung eines Schwans.”
Während einer Auktion bei dem fiktiven Auktionshaus Erwins New York merkt Ana beim Durchblättern des Katalogs, dass das Bild Amarillo Dos (Zwei Gelb) (1971, 101,6 × 177,8 × 8,3 cm, Whitney Museum of American Art, New York) der kubanisch-US-amerikanischen Künstlerin Carmen Herrera (1915–2022) falsch beschriftet ist. Es ist nicht mit Öl auf Holz, sondern mit Acryl auf Holz gemalt. Sie geht direkt in den Auktionsraum, um es ihrer Chefin Claire Dupont zu melden.

In der Londoner Niederlassung von Erwins soll die Brovil-Sammlung versteigert werden. Die Bilder im Film sind echten Kunstwerken berühmter Künstler nachempfunden. Das erste Bild der Sammlung ist von Pierre Auguste Renoir. Es zeigt einen liegenden, weiblichen Akt auf einem roten Sofa. Es ähnelt dem Liegenden Akt von Renoir von 1914. Dann wird ein auf einem blauen Kissen liegender Frauenakt von Amadeo Modigliani gezeigt. Das Bild ähnelt zum Beispiel dem Liegenden Frauenakt auf weißem Kissen (um 1917). Ein anderes Gemälde stammt von Paul Cézanne und ähnelt den großen Badenden (ca. 1906). Ein weiteres Gemälde zeigt eine in Schwarz gekleidete Frau, die auf einem roten Sofa sitzt. Dieses Bild ähnelt der Frau, die auf einem rot-geblümten Sofa sitzt (1882) von Gustave Caillebotte. Schließlich gibt es ein Gemälde von Edvard Munch. Statt des kranken Kindes im Originalbild (Das kranke Kind, erste Fassung, 1885/86) ist im Filmbild ein sterbender Mann dargestellt. Ana interpretiert die Bilder als Beispiele für die verschiedenen Arten von Liebe: unerwiderte, leidenschaftliche oder unsterbliche Liebe.

Papiercollage Zwei Gelb ähnlich dem Bild Amarillo Dos (1971) von Carmen Herrera.
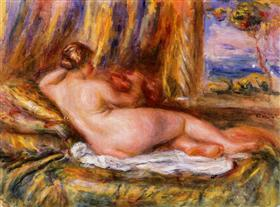
Pierre Auguste Renoir: Liegenden Akt (Liegende Odaliske, Reclining Nude), 1914.
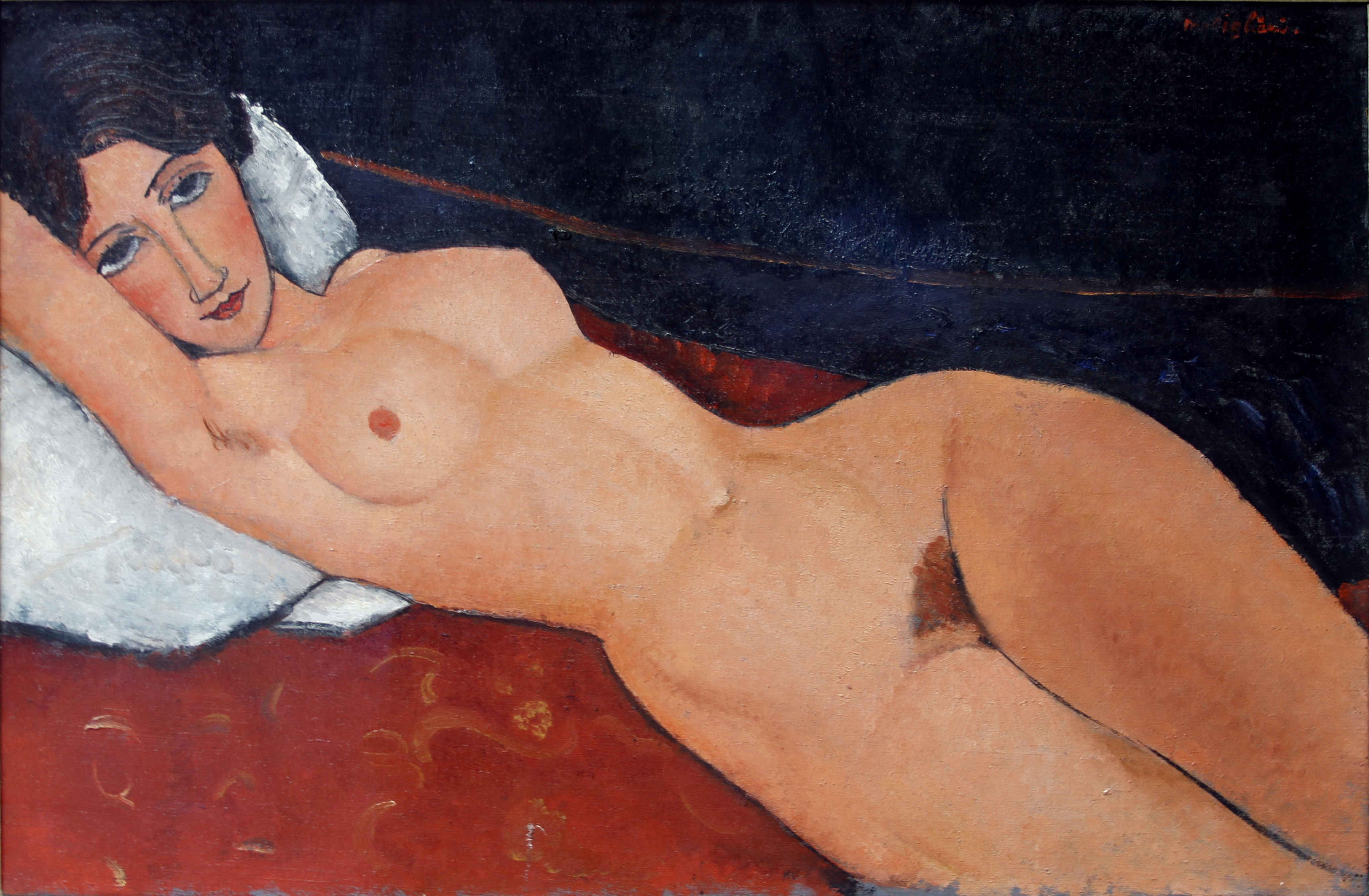
Amadeo Modigliani: Liegender Frauenakt auf weißem Kissen, um 1917.
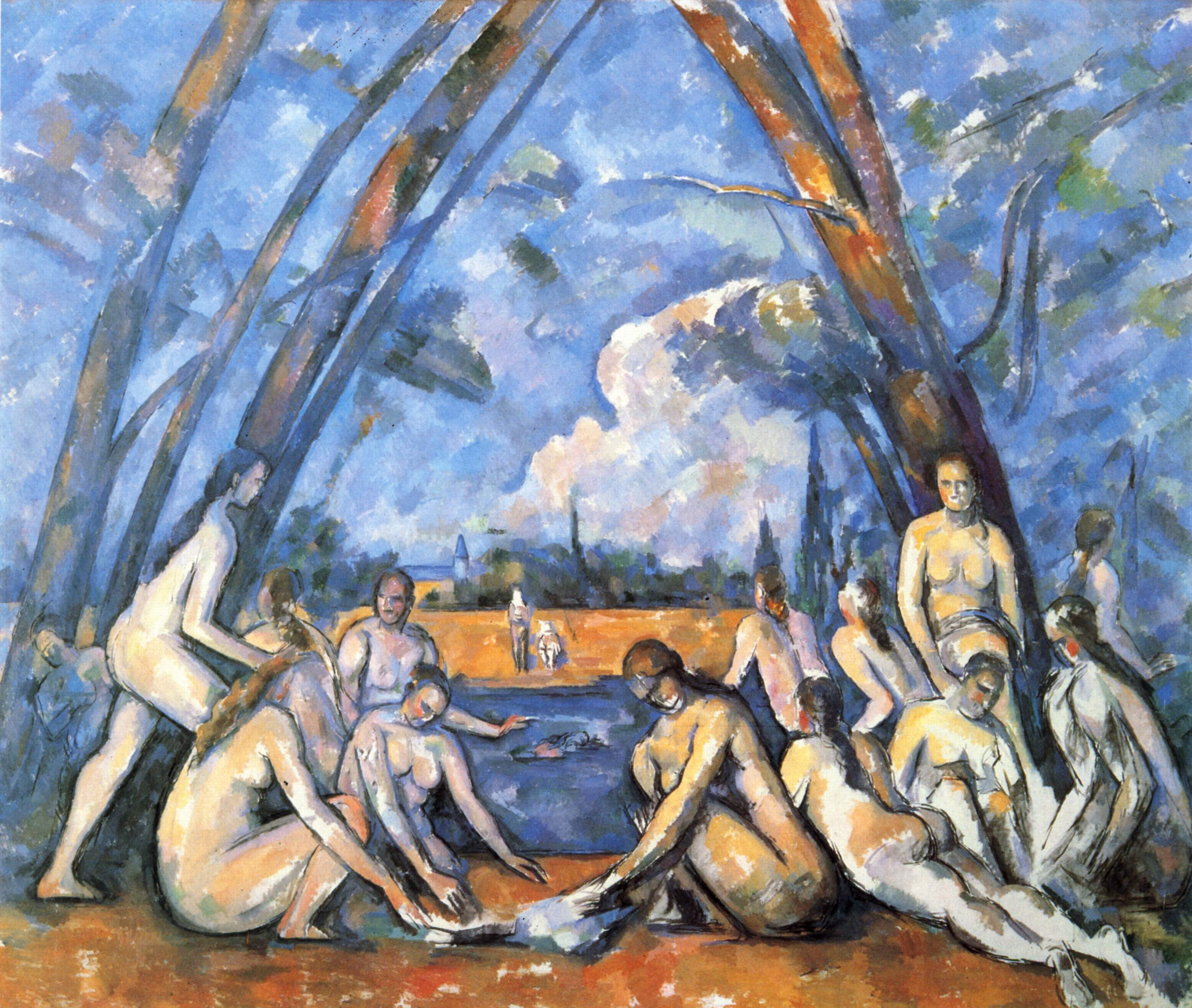
Paul Cézanne: Die großen Badenden, ca. 1906.
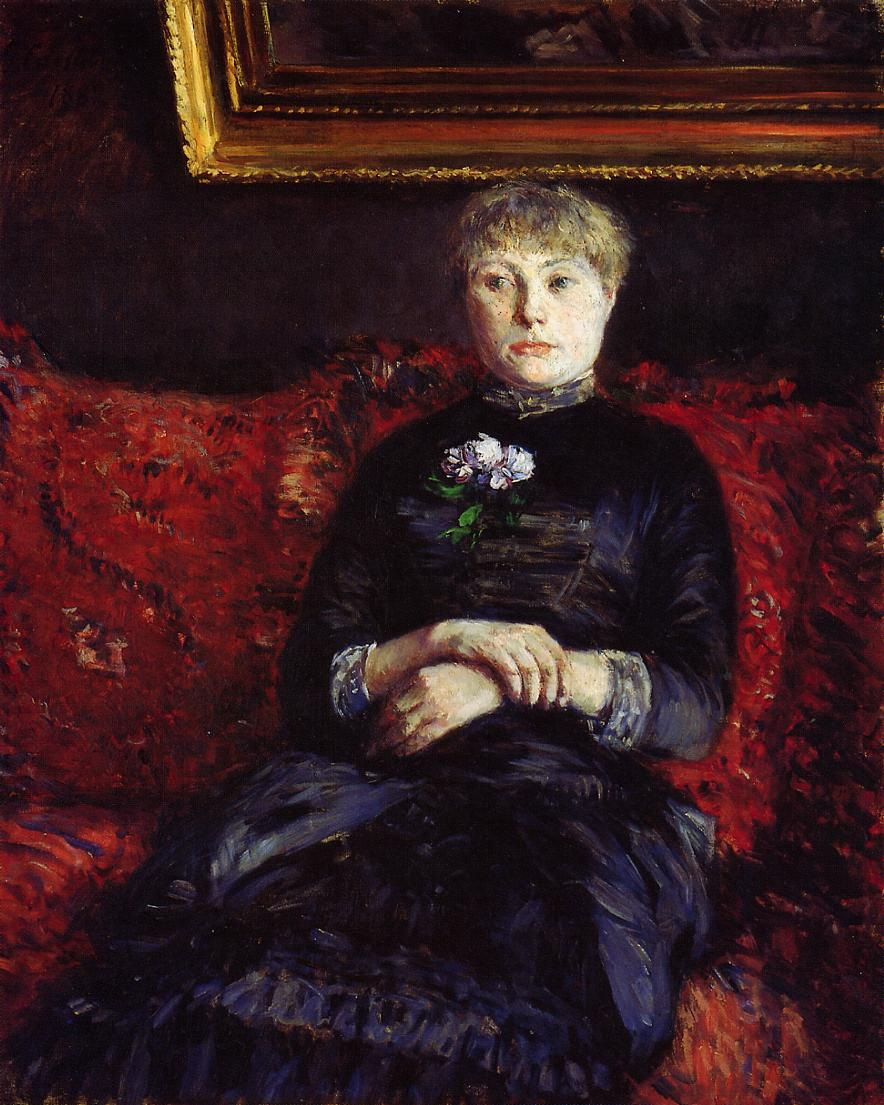
Gustave Caillebotte: Frau, die auf einem rot-geblümten Sofa sitzt, 1882.
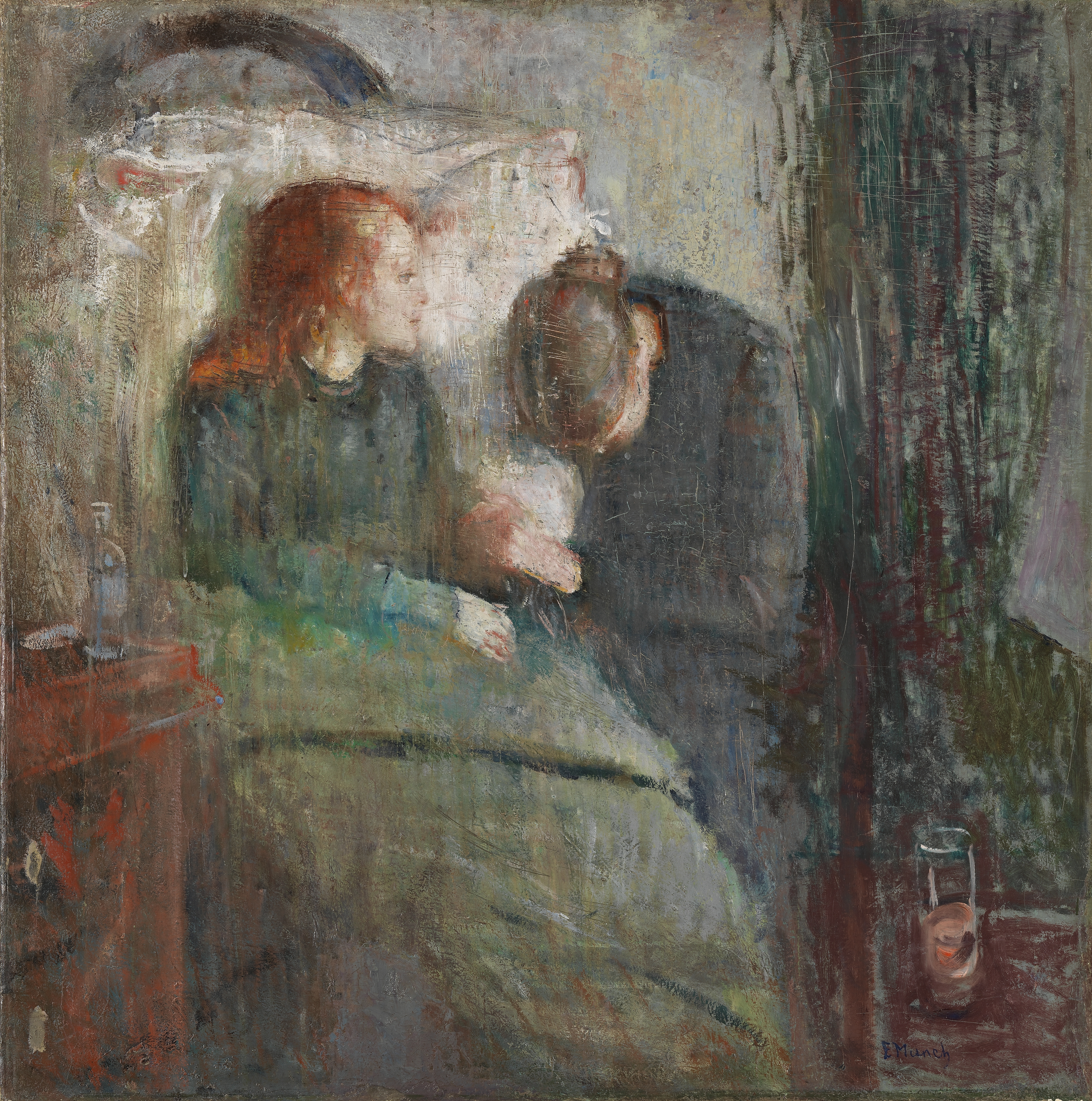
Edvard Munch: Das kranke Kind, erste Fassung, 1885/86.